# گنوی
گنوی روستایی از توابع بخش آبدان شهرستان دیر استان بوشهر در جنوب ایران.
این روستا در دهستان سرمستان قرار دارد طبق سرشماری رسمی ۱۳۹۰ جمعیت آن ۴۸نفر (۱۲خانوار) است و در سال ۱۳۸۵ جمعیت آن ۶۶نفر (۱۵خانوار) بوده است.